# Mount Morning
Mount Morning är en vulkan i Antarktis. Den ligger i Östantarktis. Nya Zeeland gör anspråk på området. Toppen på Mount Morning är 2 725 meter över havet.
Mount Morning är den högsta punkten i trakten.